# Riells
Riells (San Martín de Riells hasta 1860, y en catalán y oficialmente desde 1986 Riells i Viabrea) es un municipio español de la comarca de la Selva, en la provincia de Gerona, Cataluña, situado al SO de la comarca y en el límite con la del Vallés Oriental.

## Demografía
Riells cuenta con una población de 4499 habitantes (INE 2024).

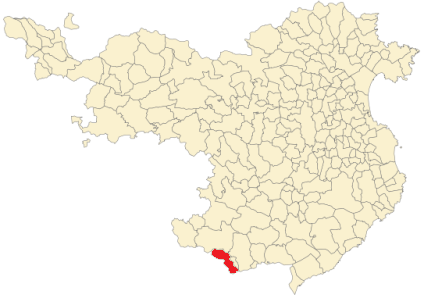
Situación de Riells i Viabrea en la provincia de Gerona

| Gráfica de evolución demográfica de Riells entre 1842 y 2021 |
| |
| Población de derecho según los censos de población del INE Población de hecho según los censos de población del INEEn estos censos se denominaba San Martín de Riells: 1842, 1857 y 1860 En estos censos se denominaba Riells: 1877, 1887, 1897, 1900, 1910, 1920, 1930, 1940, 1950, 1960, 1970 y 1981 |

## Economía
La economía tradicional se basaba en la agricultura y la ganadería. La creación de numerosas urbanizaciones de segunda residencia ha dado lugar a un notable crecimiento urbanístico y demográfico en los últimos años.

## Lugares de interés
- Iglesia de Sant Martí, de origen románico, en Riells.
- Iglesia de Sant Llop, de origen románico, en Viabrea.